# Кызылжар (Аксуский район)
Кызылжар (каз. Қызылжар) — село в Аксуском районе Жетысуской области Казахстана. Входит в состав Арасанского сельского округа. Код КАТО — 193235300.

## Население
В 1999 году население села составляло 190 человек (105 мужчин и 85 женщин). По данным переписи 2009 года, в селе проживало 136 человек (61 мужчина и 75 женщин).